# A Carta da Terra
A Carta da Terra é uma declaração de princípios éticos fundamentais para a construção, de uma sociedade global justa, sustentável e pacífica. Busca inspirar todos os povos a um novo sentido de interdependência global e responsabilidade compartilhada, voltado para o bem-estar de toda a família humana, da grande comunidade da vida e das futuras gerações. É uma visão de esperança e um chamado à ação.
Oferece um novo marco, inclusivo e integralmente ético para guiar a transição para um futuro sustentável.
Ela reconhece que os objetivos de proteção ecológica, erradicação da pobreza, desenvolvimento econômico equitativo, respeito aos direitos humanos, democracia e paz são interdependentes e indivisíveis.
O documento é resultado de uma década de diálogo intercultural, em torno de objetivos comuns e valores compartilhados. O projeto começou como uma iniciativa das Nações Unidas, mas se desenvolveu e finalizou como uma iniciativa global da sociedade civil. Em 2000 a Comissão da Carta da Terra, uma entidade internacional independente, concluiu e divulgou o documento como a carta dos povos.
A redação da Carta da Terra envolveu o mais inclusivo e participativo processo associado à criação de uma declaração internacional. Esse processo é a fonte básica de sua legitimidade como um marco de guia ético. A legitimidade do documento foi fortalecida pela adesão de mais de 4.500 organizações, incluindo vários organismos governamentais e organizações internacionais.

## Princípios
Para se atingir uma visão compartilhada de valores básicos que proporcione um fundamento ético à comunidade mundial emergente, a Carta da Terra está estruturada em quatro grandes princípios. Estes princípios são interdependentes e visam a um modo de vida sustentável como padrão comum. Espera-se que através deles a conduta de todos os indivíduos, organizações, empresas, governos e instituições transnacionais seja dirigida e avaliada adequadamente.
- Respeitar e cuidar da comunidade de vida
- Integridade ecológica
- Justiça social e econômica
- Democracia, não violência e paz

A Carta é um documento relativamente breve e conciso, escrito com linguagem inspiradora. É a articulação de uma visão que reflete valores universais e uma declaração de princípios fundamentais com significado perdurável e que pode ser compartilhada amplamente pelos povos de todas as raças, culturas e religiões.
É uma chamada para a acção, que agrega novas dimensões significativas de valores às que já se encontram expressas em outros documentos relevantes e, ainda, uma Carta dos povos que deve servir como um código universal de conduta para pessoas, para instituições e para Estados.
Uma Declaração Universal dos Deveres Humanos, uma vez que o Homem é o grande agente modificador dos ecossistemas da Terra.